# イオンチャネル

イオンチャネルの模式図

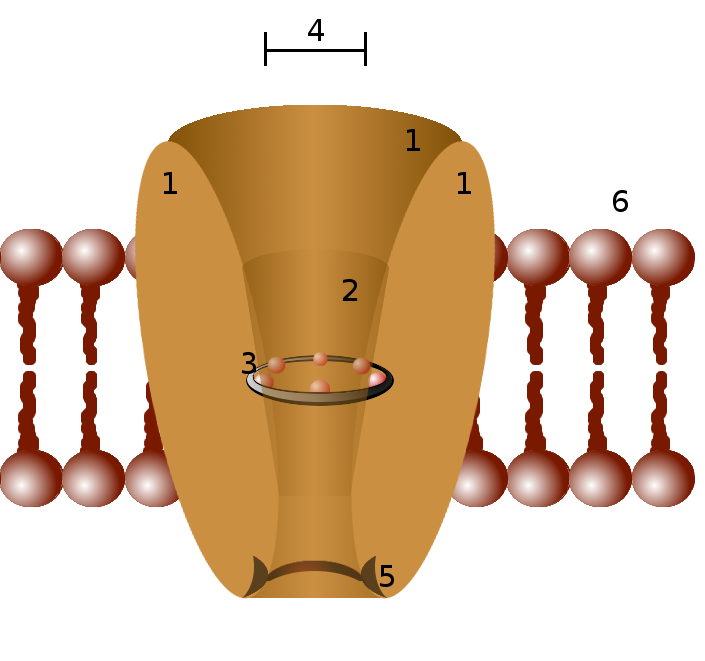
イオンチャネルの模式図。1.channel domains 2.outer vestibule 3.Selectivity filter 4.diameter of selectivity filter 5.リン酸化部位 6.細胞膜

イオンチャネルまたはイオンチャンネル（英: ion channel）とは、細胞の生体膜（細胞膜や内膜など）にある膜貫通タンパク質の一種で、受動的にイオンを透過させるタンパク質の総称である。細胞の膜電位を維持・変化させるほか、細胞でのイオンの流出入も行う。神経細胞など電気的興奮性細胞での活動電位の発生、感覚細胞での受容器電位の発生、細胞での静止膜電位の維持などに関与する。

## 原理
電荷を持つイオンは、誘電率の小さい油に入る際に大きなエネルギーを必要とするので、油に入りにくい。このために脂質二重層で構成された部分の生体膜をほとんど透過できない。生体膜にあって、イオンを透過させる経路（チャネル）を提供する膜タンパクがイオンチャネルである。イオンは細孔（ポア）を通って流れるが、多くのチャネルはその途中にゲートと呼ばれる構造がある。ゲートは閉じた状態と開いた状態の2状態をとり、開いているときのみイオンを透過させる。

## イオン選択性
イオンの選択性はチャネルによってさまざまであり、一種類のイオンのみ選択的に透過させるイオンチャネル（カリウムチャネル、ナトリウムチャネル、カルシウムチャネル、塩素チャネルなど）もあれば、多くの種類の陽イオンを通すイオンチャネル陽イオンチャネル（カチオンチャネル）も存在する。イオンチャネルはイオンの電荷や大きさを識別して、特定のイオンのみを通す仕組みを実現させている。カリウムチャネルの場合、カリウムイオンが通る小孔部の周りのポリペプチド鎖から酸素原子が突き出ている。この酸素原子はカリウムイオンがぴったり配位される太さに配置されており、カリウムイオンはこの小孔を通ることができる。カリウムイオンとナトリウムイオンは直径がそれぞれ0.133 nm と0.095 nm でナトリウムイオンのほうが小さいが、カリウムチャネルはナトリウムイオンをほぼ通さない。これは、ナトリウムイオンは小孔中で酸素原子と離れすぎており、小孔に入るときに水和が外れることによるエネルギー損失を回復できないからである。イオンチャネルはイオンを電気化学ポテンシャルの高い方から低い方へ透過する。細胞の場合、電気化学ポテンシャルの勾配は、膜内外でのイオン濃度差による化学ポテンシャルの勾配と、膜電位による電気ポテンシャルの勾配の和である。すなわち、濃度の高い方から低い方へ流れる傾向と、陽イオンの場合では電位が負の方向へ動こうとする傾向の釣り合いにより、流れる方向が決まる。細胞の内向きにはイオンを透過させるが、外向きには透過させにくい内向整流性チャネルも存在する。

## 制御様式
イオンチャネルの開閉の制御様式には、いくつかある。
電位依存性
膜電位に応じて開閉するもの。時定数の異なる複数のゲートを持ち、膜電位変化時に時間に依存した特定の開閉を行うチャネルも多い。
リガンド依存性
分子の特異的な結合によって開くもの。この場合イオンチャネル自体が受容体となっている。受容体の側から見れば、イオンチャネル共役型受容体とも呼べる。たとえば、AMPA型グルタミン酸受容体、NMDA型グルタミン酸受容体など。
機械刺激依存性
チャネル分子に機械的変形や力が加わると開くもの。触覚、聴覚、重力感覚などを担う。内耳の有毛細胞などが有名。
温度依存性
温度によるもの。種類によって、開きやすい温度が決まっている。
漏洩チャネル
通常開いており、少しずつ特定のイオンを漏らすように流すもの。
リン酸化依存性
他タンパクからのリン酸化シグナルによるもの。

## 他の輸送タンパク質
イオンを移動させるタンパク質として、ATPなどのエネルギーを使ってイオンを「能動的」に輸送するタンパク質であるイオンポンプがある。これはイオンの選択性や膜内外への輸送という観点ではイオンチャネルに似たタンパクであるが、ポンプはイオンを電気化学ポテンシャル勾配に逆らってでも能動的に輸送することができるのに対し、イオンチャネルは電気化学ポテンシャルが低い方向へ「受動的」に移動させることしかできない。また、複数の種類のイオンを、ある個数比で反対方向に輸送するイオン交換体、同じ方向に輸送する共輸送体もある。

## 関連する疾患
- 挫滅症候群-長時間の身体圧迫により挫滅した筋肉からの流出カリウムによって高カリウム血症を引き起こし、ナトリウムチャネルが不活性化するため不整脈-心不全となる症状である。[6][7]
- イオンチャネル病